# لمويل أوين
لمويل أوين هو سياسي كندي، ولد في 1 نوفمبر 1822 في تشارلوت تاون في كندا، وتوفي بنفس المكان في 26 نوفمبر 1912. حزبياً، نشط في حزب المحافظين التقدمي لجزيرة الأمير إدوارد. وقد انتخب رئيس وزراء جزيرة الأمير إدوارد ‏ (1 سبتمبر 1873 – 15 أغسطس 1876).